# Eriocaulon nantoense
Eriocaulon nantoense là một loài thực vật có hoa trong họ Eriocaulaceae. Loài này được Hayata mô tả khoa học đầu tiên năm 1921.